# Pokémon: The Electric Tale of Pikachu
The Electric Tale of Pikachu (ポケットモンスター電撃ピカチュウ, Pocket Monsters: Dengeki Pikachu) es una serie de manga basada en Pokémon, creada por Toshihiro Ono y publicada en la revista infantil CoroCoro Comic. Los personajes e historias están basandos en la serie de anime, aunque se ve un mundo tecnológicamente más avanzado.
El manga fue publicado en inglés en los Estados Unidos por la editorial Viz Communications, también en Singapur, se publicó una versión por la editorial Chuang Yi.
En Argentina llegaron a publicarse algunos capítulos por la editorial Viz Comics bajo el nombre El Cuento Eléctrico de Pikachu.

#### Diferencias con el anime
Los personajes son los mismos que en el anime, pero contiene algunas diferencias:
- Ash viaja mayoritariamente solo, aunque Misty y Brock aparezcan con frecuencia como compañeros de viaje.
- Ash lleva la chaqueta roja en lugar de azul, igual que Red.
- La edad de Misty en el anime es de 10 años (igual que Ash) pero en este manga tiene 12.

- El manga posee personajes principales y recurrentes propios de éste y que no aparecen en el anime, tales como el Fearow de Ash.

- Al contrario del anime, Gary tiene una hermana llamada May, de quién Ash está enamorado.

- Brock a veces triunfa al tratar de "conquistar" chicas.

- Sabrina se muestra como una persona amable y humanitaria, a diferencia de otras representaciones, donde se le muestra fría e indiferente a los demás.

- Jessie y James terminan como pareja.

- Para ser Entrenador Pokémon se necesita obtener primero una licencia profesional.

- A los Pokémon capturados se les asigna "rangos" según su rareza. Los Pokémon de Rango D (como Mankey) son los más comunes, mientras que los de Rango A (como Clefairy) son los más raros.

- Este termina cuando Ash consigue ganar la liga Naranja.